# بخش آجمر
بخش آجمر (به انگلیسی: Ajmer district) یک بخش در هند است که در ایالت راجستان واقع شده‌است. ناحیه اجمیر ۲۵٬۸۳٬۰۵۲ نفر جمعیت دارد.